# Said Awad
Said A. Awad (* 7. September 1936 in Kairo; † 19. Juni 2021 in Halifax) war ein ägyptisch-kanadischer Urologe. Er war Professor für den Fachbereich Urologie mit den Schwerpunkten Neurourologie, Urodynamik und Harninkontinenz.

## Leben und Beruf
Der aus Kairo stammende Awad studierte an der Universität Kairo Medizin und schloss sein Studium mit dem Erwerb des Doktortitels im Jahr 1959 ab. 1961 emigrierte er nach Kanada.
1973 begann er seine Tätigkeit in der Abteilung für Urologie der Queen’s University in Kingston (Ontario). Dort baute er den Bereich der Neurourologie auf und stand dem ersten Labor für Urodynamik vor, das in der Region errichtet wurde.
Im Jahr 1980 wechselte er an die Dalhousie University, wo er bis 1997 den Fachbereich Urologie leitete.
Den Schwerpunkt seiner Forschung bildeten die Bereiche Neurourologie, Urodynamik und Harninkontinenz. Er war Mitglied der International Continence Society, die Wissenschaftler fördert, die im Bereich Harninkontinenz forschen. 1991 bis 1992 war er Präsident des Northeastern Section Research and Education Fund der American Urological Association.
Awad wurde am 31. Juli 2003 emeritiert und lebte seitdem mit seiner Frau in Halifax (Nova Scotia).

## Publikationen (Auswahl)
- Urge incontinence in the elderly - supraspinal reflex incontinence. In: World Journal of Urology. Vol. 16, Number 7 (1998).
- Neurogenic bladder in lower motor neuron lesion: Long-term assessment. In: Neurourology and Urodynamics. Vol. 11, Issue 5 (1992), ISSN 0733-2467. S. 509–517 (zusammen mit Mark Cadogan, Christopher Field, Kelly Acker, Susan Middleton).
- A comparison of the cough and standing urethral pressure profile in the diagnosis of stress incontinence. In: Neurourology and Urodynamics. Vol. 7, Issue 4 (1988), ISSN 0733-2467. S. 327–341 (zusammen mit Mark Cadogan, Christopher Field, Kelly Acker, Susan Middleton).
- Urodynamic procedures: Recommendations of the Urodynamic Society. I. Procedures that should be available for routine urologic practice. In: Neurourology and Urodynamics. Vol. 1, Issue 1 (1982), ISSN 0733-2467. S. 51–55 (zusammen mit J.G. Blaives, N. Bissada, O.P. Khanna, R.J. Krane, A.J. Wein, S. Yalla)